# U 260 (Kriegsmarine)
De U 260 was een VIIC-boot van de Duitse Kriegsmarine tijdens de Tweede Wereldoorlog. de U-boot stond onder commando van Oberleutnant Klaus Becker. Hij liep op een onderwater-zeemijn op 80 meter diepte.

## Geschiedenis
Op 7 mei 1943 kwam de U 260 eveneens op de onheilsplaats van de vergane U 125, waarvan de bemanning in zee werden achtergelaten door de Britse marineschepen. De U-bootbemanningen zagen nog lijken drijven en wisten hoe verschrikkelijk het was, in volle zee achtergelaten te worden, zonder hoop op hulp. Maar, deze hulp was er wel, maar door orders van één persoon, moesten ze aan hun lot overgelaten worden, ook al waren het verslagen vijanden. 
De 'wolfsbende' die aldaar samen kwam, zocht de ontsnappende konvooischepen op en begonnen ze uit wraak te torpederen. De U 125 had op die bewuste avond van 6 mei gemeld, dat er een konvooi in de buurt was, ondanks de dichte mist en dat hij zwaar beschadigd was door Britse oorlogsbodems, vandaar ook dat er vermoedelijk en bijna zeker, een konvooi in de buurt was.
Op 12 maart 1945 voer de U 260 onder water op 80 meter diepte, ten zuiden van Ierland. Vermoedelijk uit veiligheidsoverweging door overvarende oppervlakteschepen of zoekende vliegtuigbommenwerpers. 
Daar liep ze op een onderwater-zeemijn. Gelukkig voor de bemanning kon de U 260 nog een noodopstijging doen, door de luchtballasttanks op te blazen. 
Ze kwam boven water en voer nog twee dagen gehavend verder, tot 14 maart. Commandant Klaus Becker beval iedereen de boot te verlaten, daar de U 260 gevaarlijk dieper wegzakte door de lekkage. De commandant zag dat de boot reddeloos verloren was en dat ze hun eindbestemming zeker niet konden halen. Wegduiken voor dieptebommen betekende een zekere dood. De U 260 was ten dode opgeschreven en zonk naar de zeebodem, twee dagen na de zeemijnaanvaring. De boot zonk precies drie jaar nadat hij in de vaart werd genomen. De Duitse bemanning werd opgepikt en geïnterneerd in Ierland tot het einde van de oorlog. Deze zou nog ongeveer twee maanden duren.

## Ondergang
De U 260 werd zelf tot zinken gebracht door de bemanning op 14 maart 1945, om 22:30, ten zuiden van Ierland, in positie 51° 15′ 0″ NB, 9° 5′ 0″ WL. 

## Commandanten
- 14 Maart, 1942 - Apr, 1944:  Kptlt. Hubertus Purkhold
- Apr, 1944 - 12 Maart, 1945:  Oblt. Klaus Becker